# Марсилий Падуански
Марсилий Падуански (на италиански: Marsilio или Marsiglio da Padova), е виден италиански учен, медик и богослов.
В книгата си „Защитник на света“ от 1320 г. Марсилий ясно критикува намесата на Църквата в държавната власт. Той смята, че една от основните причини за войните и безпорядките в Европа са опитите на Църквата да се намесва в светската власт. Той различава 2 вида закони – божествени и човешки. Но вижданията му за тези закони се различават от тези на Аристотел.
Божествения закон оказва пътя, по който може да се достигне божествено блаженство, той указва какво е грях. Цел на човешкия закон е човешкото благо на Земята, твърдостта и целостта на властта. На базата на това разграничение той казва: „До тук е територията на държавата, а оттук започва територията на Църквата. Църквата не следва да се меси в светските закони, духовенството има само право да учи, да проповядва църковната религия, но няма право да указва насилие, наказанието е изцяло работа на Бог, а не на неговите наместници на Земята“.
По този начин той се противопоставя на съществуването на институции като църковните съдилища, дори еретиците могат да бъдат наказани само от Бог тук на Земята, но не и от божествените наместници или други хора. Той приема, че ересите са вредни за хората, но Църквата може да повлияе по пътя на знанието и убеждението на хората. Той се изказва силно за реформа в Църквата – за избор на свещеници, за отмяна на редица привилегии на римския папа.
Доста своеобразно за своето време, Марсилия решава въпроса за човешкия закон, той трябва да се решава от самия народ.
Марсилий издига някои мотиви, в това направление:
- Законът защитава човешките интереси, затова следва да е създаден от народа;
- Народът много по-лесно би се подчинил на закон, който сам е създал;
- Закони, създадени по този начин, са всеизвестни на населението;
- Това би подсилило и упражняването на някаква форма на въздействие върху непокорните;
- Това е най-мъдрият човешки закон.

Той смята, че цялата дейност на правителството има подзаконов характер, че правителството подвежда в действие закона, правителството би следвало да е избрано от народа.
Ако се обобщи се стига до извода, че той издига следните идеи:
- Обосновава се идеята че законодателната власт принадлежи на народа.
- Дейността на правителството следва да има строго подзаконов характер, т.е. да произтича от дейността и съдържанието на закона;
- Той обосновава идеята за изборност от народа на държавния глава.

Всичко това стои малко странно по това време. Той се опира на Аристотел, на държавната власт и на някои италиански градски републики.